# Tököl

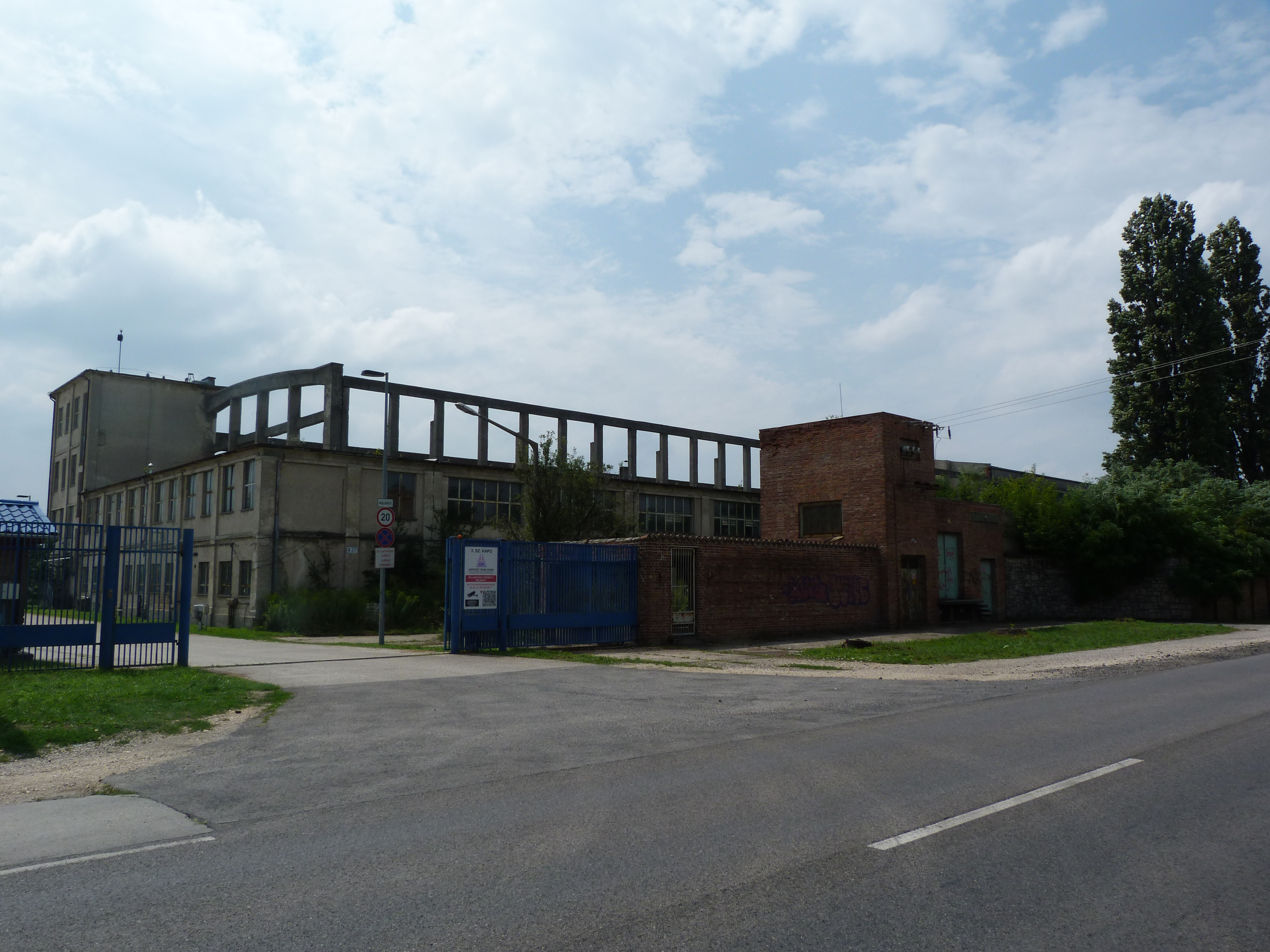
Tököli Repülőtér

Tököl (horvátul: Tukulja, szerbül: Тукуља, németül: Teckel) város Pest vármegyében, a Szigetszentmiklósi járásban, a budapesti agglomerációban.

## Fekvése
A Duna főága és a Ráckevei-Duna által közrefogott, észak-déli irányban hosszan elnyúló, keresztirányban viszont jóval keskenyebb Csepel-szigeten található, annak nagyjából a középső részén, Budapesttől körülbelül 20 kilométerre délre.
A szomszédos települések: észak felől Halásztelek, északkelet felől Szigetszentmiklós és Szigethalom, kelet felől Dunavarsány, délkelet felől Majosháza (utóbbi kettő a Ráckevei-Duna túlsó partján), délről Szigetcsép, nyugatról Százhalombatta, északnyugat felől pedig Érd (e két utóbbi a Duna főágának túloldalán).
Északi határában helyezkedik el a tököli repülőtér, annak területe választja el Halásztelektől.

### Megközelítése
A településen keresztülhúzódik, annak főutcájaként, nagyjából észak-déli irányban a Csepel-sziget fő gerincútjának tekinthető 5101-es út, az a legfontosabb közúti elérési útvonala, hiszen azon érhető el Budapest, illetve az M0-s autóút és Ráckeve felől is. Szigetcséppel az 51 107-es számú mellékút köti össze; határszélét északon érinti még az 5102-es út is.
A várost keresztezi a H6-os HÉV vonala, melynek két megállási pontja van itt: Tököl HÉV-állomás a belterület keleti részén helyezkedik el, közúti elérését az 51 303-as számú mellékút teszi lehetővé; Szigethalom alsó megállóhely pedig a város északnyugati szélén található, közvetlenül Szigethalom határvonalán, utóbbi csak önkormányzati utakon érhető el. Tököl területén volt Szigetmajor megállóhely is, a településtől több kilométerre délre, az azonos nevű külterületi településrésztől mintegy 1,6 kilométerre északnyugatra; közúti elérését csak mezőgazdasági utak biztosították.

## Története
A várost, a Csepel-sziget egyik legrégibb települését, a hagyomány szerint Árpád fejedelem lovászáról nevezték el. Más források szerint a „Tököl” név a „tökély”, „tökéletes” szóval áll rokonságban, Árpád fejedelem lovászának neve pedig a „Csepel” névben maradt volna fenn.
Tököl lakosságából 1200 család horvát (sokác, bunyevác), valamint 300 család német származású. (A délszláv lakosok helyi szóhasználattal rácnak, vagy a környező települések ortodox délszláv lakosságától megkülönböztetendő katolikus rácnak nevezik magukat.) Ennek gyökerei a 17. századba nyúlnak vissza, és a község gazdasági és kulturális életére is kihat a nemzetiségek jelenléte.
Az előkerült csiszoltkő-korszaki leletek bizonyítják, hogy a terület több ezer éve folyamatosan lakott hely. A földbe vájt kunyhók, kagylóhéjak, megkövesedett állati maradványok, tűzhelynyomok, kőpengék, őrlőkövek stb. jelzik az egykor itt élt emberek mindennapi eszközhasználatát. Az itt élő rézkori népek a Laposka-skela dűlőben az 1870 körül előkerült i. e. 2000 körüli kultúra utolsó leletei alapján a harang alakú edényes kultúrához tartoztak.

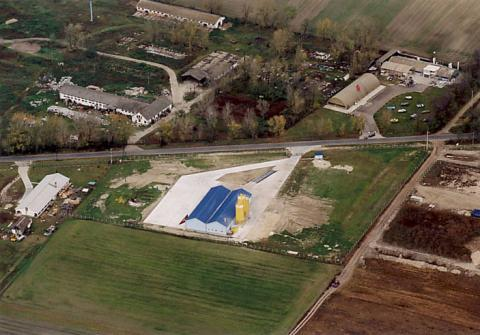

A magyarság honfoglalásakor Árpád törzse vette birtokba a szigetet. Ettől kezdve a helység fejedelmi, majd királyi birtok volt. A település első okleveles említése 1270-ből való, Thukul formában. 1280-ban IV. László király Tökölt húgának, Erzsébetnek és általa a Nyulak-szigeti apácáknak adta, ekkor határait is leíratta. A következő, 1319-ből és 1324-ből ismert feljegyzések a falu adómentességét, kedvező helyzetét említik. A 15. századra Tököl ismét királyi birtok, ahol jelentős számban éltek kézművesek. Erre utalnak a korai iratokban fennmaradt családnevek is, amelyek közül a legismertebbek: Molnár, Ács, Takács, Kovács.
A 16. században mezőváros, a csepeli ispán székhelye volt. Ekkor elég jelentős hely ahhoz, hogy a királyi gyermekeket időnként itt szállásolják el. A török uralom időszakában a település egy időre lakatlanná vált. A töröknek e területről történt kiűzése után Savoyai Jenő herceg lett a sziget és ezáltal a falu új birtokosa, majd kedvező feltételekkel hívott ide katolikus német telepeseket. Ebben az időben települtek be a katolikus rácok (sokácok, bunyevácok, illírek) is.
A német telepesekkel Tökölt ismét a jelentősebb községek között tartották számon. Első ismert pecsétje 1728-ból való, rajta a falu címerével. Az állított, ovális vonalgyűrűbe foglalt körirat (SIGILUM TOKOLIENSE) által határolt mezőben balra fordított, két lábon álló, egyfarkú oroszlán, mellső lábait emeli.
A Mária Terézia-féle úrbérrendezéskor a 96 jobbágytelken 109 jobbágyot és 33 házas zsellért írtak össze. A 19. század elejére a község határának mintegy négyötöde volt a jobbágyok kezén. A ráckevei koronauradalmi birtok elsősorban erdőséget jelentett. A század elején Herminamajor területére betelepült bolgár kertészek hatására a zöldségtermesztés aránya megnövekedett. A piacozást a tejtermelés és a tejfeldolgozás, a termékek házhoz szállítása egészítette ki, amely az egyes családok számára állandó kereseti forrást jelentett.
Tökölig 1892-re épült meg a budapesti Közvágóhídról induló helyiérdekű vasút. Ezáltal napi kapcsolatba kerültek az itt élők a fővárossal. A település jelentős számú délszláv lakossága hagyományait őrizve bizonyos mértékig elkülönült a környék településeitől. A lakosság elszegényedett része bejárt Csepel és Budapest ipari üzemeibe dolgozni. A település népességszámának erőteljes növekedése az 1930-as években a betelepülőkből adódott. Az itt élők egy hagyományos gazdálkodási keretek között termelő parasztságra és egy ipari munkás rétegre oszlottak.
A 20. században a település mellett repülőtér és repülőgépgyár épült. Ennek következménye volt többek között a második világháború alatt, 1944. április 13-án történt súlyos bombázás. A világháború után a repülőtér szovjet katonai bázis lett, és itt fogták el 1956. november 3-án a szovjet csapatok kivonulásáról tárgyalni érkező Maléter Pált, a Nagy Imre-kormány honvédelmi miniszterét. Ugyanitt szállt le villámlátogatása során Leonyid Brezsnyev 1972. november 27-én.
A rendszerváltás után felgyorsuló fővárosi szuburbanizációs folyamat az összes Budapest-környéki települést, így Tökölt is érintette. Míg a városból kiköltözők első hulláma jobbára a budapesti agglomerációs gyűrű fővároshoz közelebb eső településeit választotta, az elmúlt években egyre többen választják a kiköltözők közül Tökölt. Többek között a folyamatos népességnövekedés eredményeként Tökölt 2001. július 1-jén várossá nyilvánították. Ebben szerepet játszik az időközben felújított lakótelep is, melyet a rendszerváltás előtt a repülőtéren állomásozó szovjet csapatok családjai laktak.
Tökölön is megfigyelhető az a jelenség, ami más, az agglomerációs gyűrűbe tartozó kisvárosoknál. A lakótelep, mely köré saját infrastruktúra települt, nagyrészt elkülönül a város régi, a templom-városháza körüli központjától. Az újonnan beköltözők kevés kapcsolatot tartanak a régi családokkal.
Tökölön (és a környező településeken, Százhalombattán és Ráckevén) 1993-tól évente rendezik meg a Nemzetközi Folklórfesztivált és Népművészeti Vásárt, amelyet Summerfest névre kereszteltek el. Európa egyik legnagyobb folklóreseményei között számontartott fesztiválra évről évre a világ minden részéből érkeznek együttesek.

## Közélete

### Polgármesterei
| Terminus  | Név                | Jelölő szervezet     | Megjegyzés |
| --------- | ------------------ | -------------------- | ---------- |
| 1990–1994 | Hoffman Pál        | független            |            |
| 1994–1998 | Hoffman Pál        | független            |            |
| 1998–2002 | Hoffman Pál        | Fidesz-FKgP-MDF-KDNP |            |
| 2002–2006 | Hoffman Pál        | Fidesz-MDF-MKDSZ     |            |
| 2006–2010 | Hoffman Pál        | Fidesz-KDNP          |            |
| 2010–2014 | Hoffman Pál        | Fidesz-KDNP          |            |
| 2014–2019 | Hoffman Pál        | Fidesz-KDNP          |            |
| 2019–2024 | Hoffman Pál        | Fidesz-KDNP          |            |
| 2024–     | Tóth Zoltán József | független            |            |

## Népesség
A település népességének változása:
| Lakosok száma | 10 106 | 10 065 | 10 116 | 10 537 | 12 217 | 11 332 | 11 349 |
|               | 2013   | 2014   | 2018   | 2021   | 2022   | 2023   | 2024   |

A 2011-es népszámlálás során a lakosok 82,1%-a magyarnak, 1,9% cigánynak, 2,1% horvátnak, 1,8% németnek, 0,4% románnak, 1,1% szerbnek mondta magát (17,7% nem nyilatkozott; a kettős identitások miatt a végösszeg nagyobb lehet 100%-nál). A vallási megoszlás a következő volt: római katolikus 34,8%, református 8,5%, evangélikus 0,8%, görögkatolikus 1,6%, felekezeten kívüli 22% (30% nem nyilatkozott).
2022-ben a lakosság 88,3%-a vallotta magát magyarnak, 2,1% cigánynak, 1,2% németnek, 1,2% horvátnak, 0,9% szerbnek, 0,5% románnak, 0,3% ukránnak, 0,2% szlováknak, 0,1-0,1% lengyelnek, bolgárnak és ruszinnak, 3% egyéb, nem hazai nemzetiségűnek (10,8% nem nyilatkozott; a kettős identitások miatt a végösszeg nagyobb lehet 100%-nál). Vallásuk szerint 25,9% volt római katolikus, 7,9% református, 1,6% görög katolikus, 0,8% evangélikus, 0,5% ortodox, 1,5% egyéb keresztény, 0,5% egyéb katolikus, 19,6% felekezeten kívüli (41,1% nem válaszolt).

## Nevezetességei

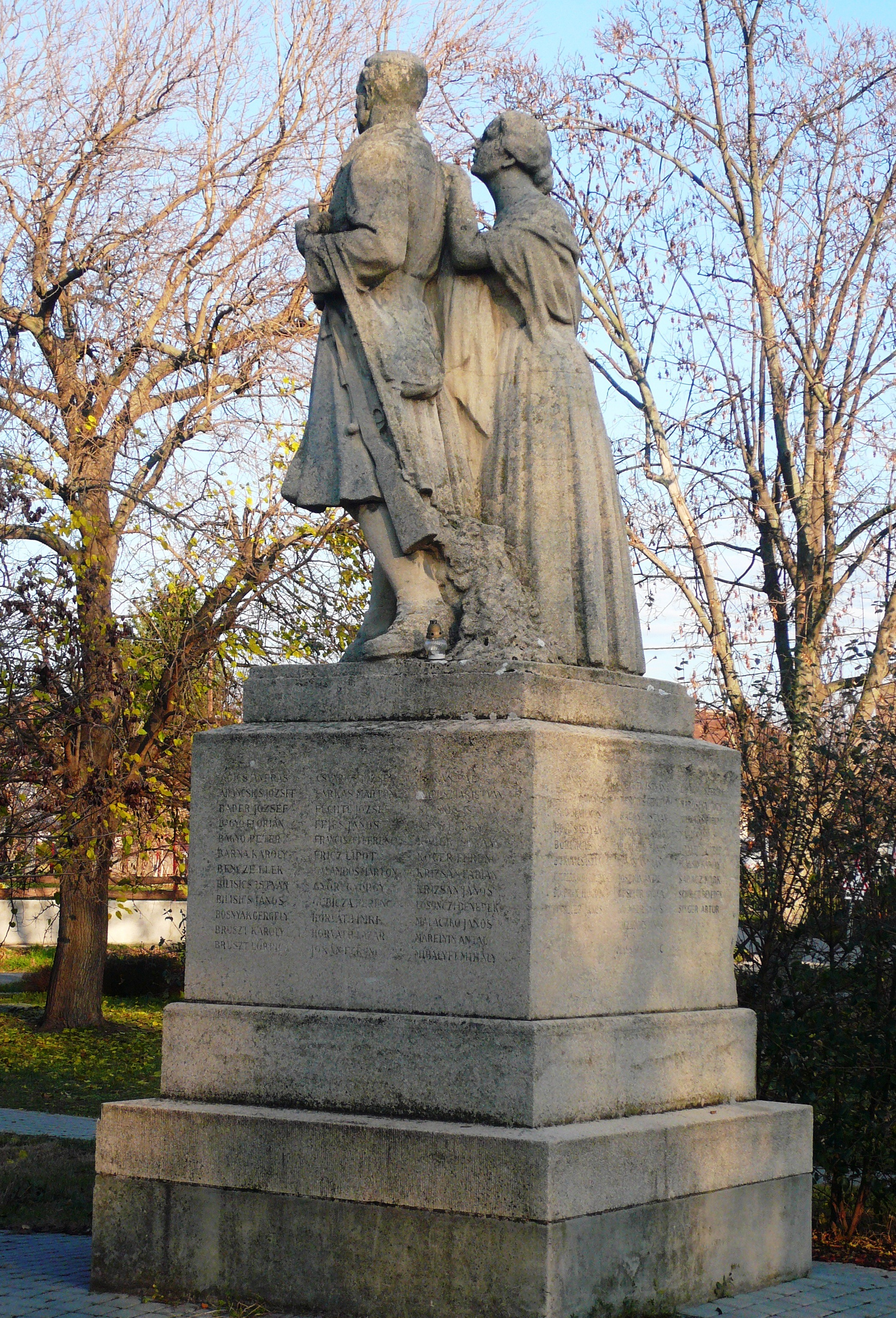
I. világháborús emlékmű

- Kisboldogasszony templom (római katolikus templom). Benne Feszty Masa: „Mária születése” című oltárképe és Csehy Mihálynak 1519-ből származó reneszánsz stílusú, korábban a főoltár hátlapjában, most a hajó falában kiállítva található márvány sírköve.
- Református templom
- Helytörténeti nevezetesség: Csepel-szigeti Mária parasztház, tisztaszoba mennyezetén Kossuth, Bem, Damjanich portréjával.
- A tököli repülőtér bejáratánál található Maléter Pál kopjafa, valamint nem messze tőle a Pesti úti lakótelep bejáratánál 2006-ban, az 1956-os forradalom 50-éves évfordulójára felavatott Maléter Pál bronzszobor.
- A város határában áll az 1944-ben rommá lőtt, az 1980-as években helyreállított, gótikus eredetű Szent Anna-kápolna.[17]
- A Hősök terén a Kossuth címerrel díszített emlékoszlop, valamint az 1848-as centenáriumi emlékmű és zászlópark, az első világháborús és az 1993-ban állított második világháborús emlékművek.
- Érdekesség még a Városháza mellett felállított, Országalmát jelképező díszkút.
- II. Lajos király (1506–1526), kőszobor; Szórádi Zsigmond szobrászművész alkotása (2013).

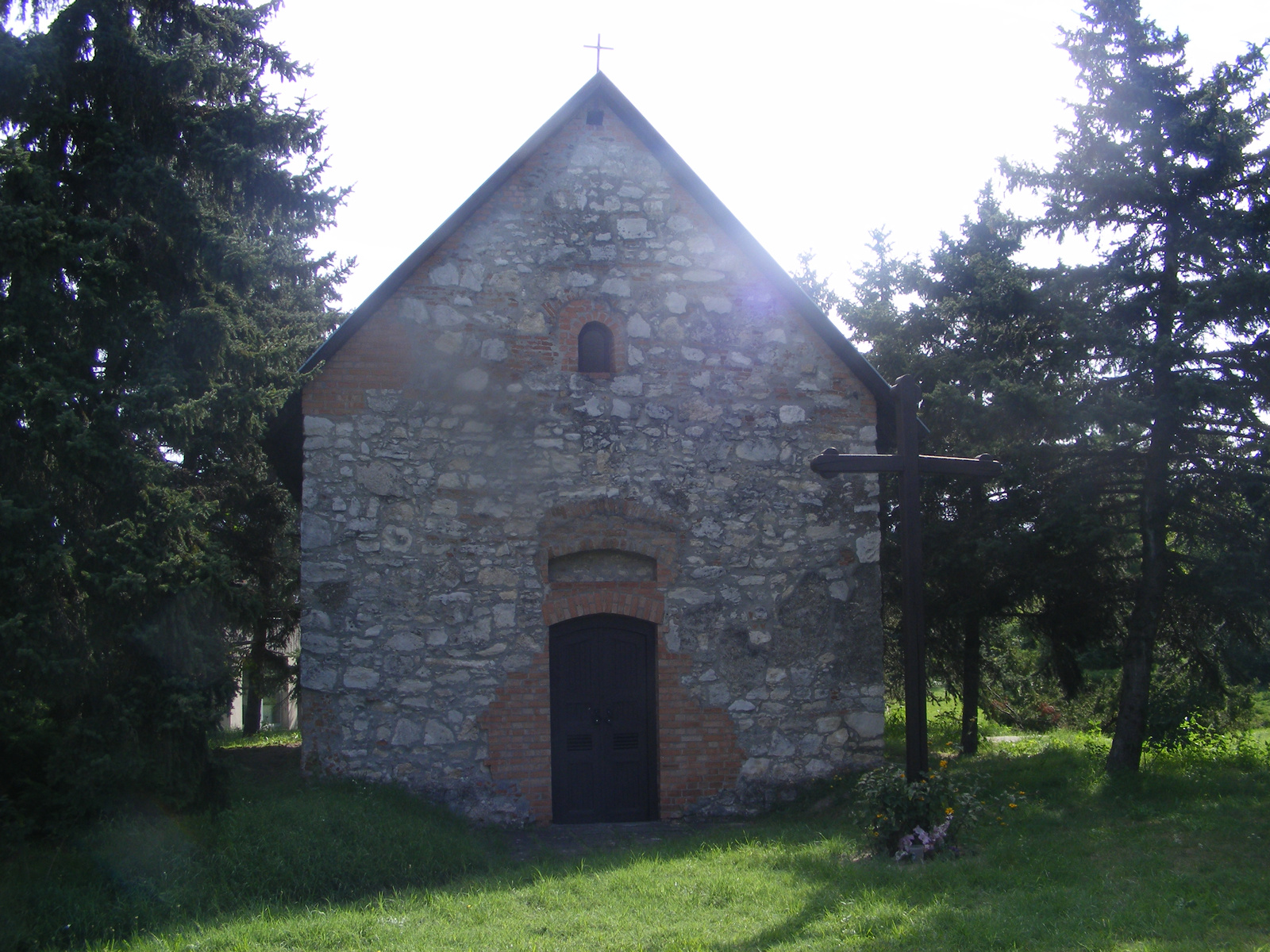
Szent Anna kápolna, Tököl határában

### Egyéb

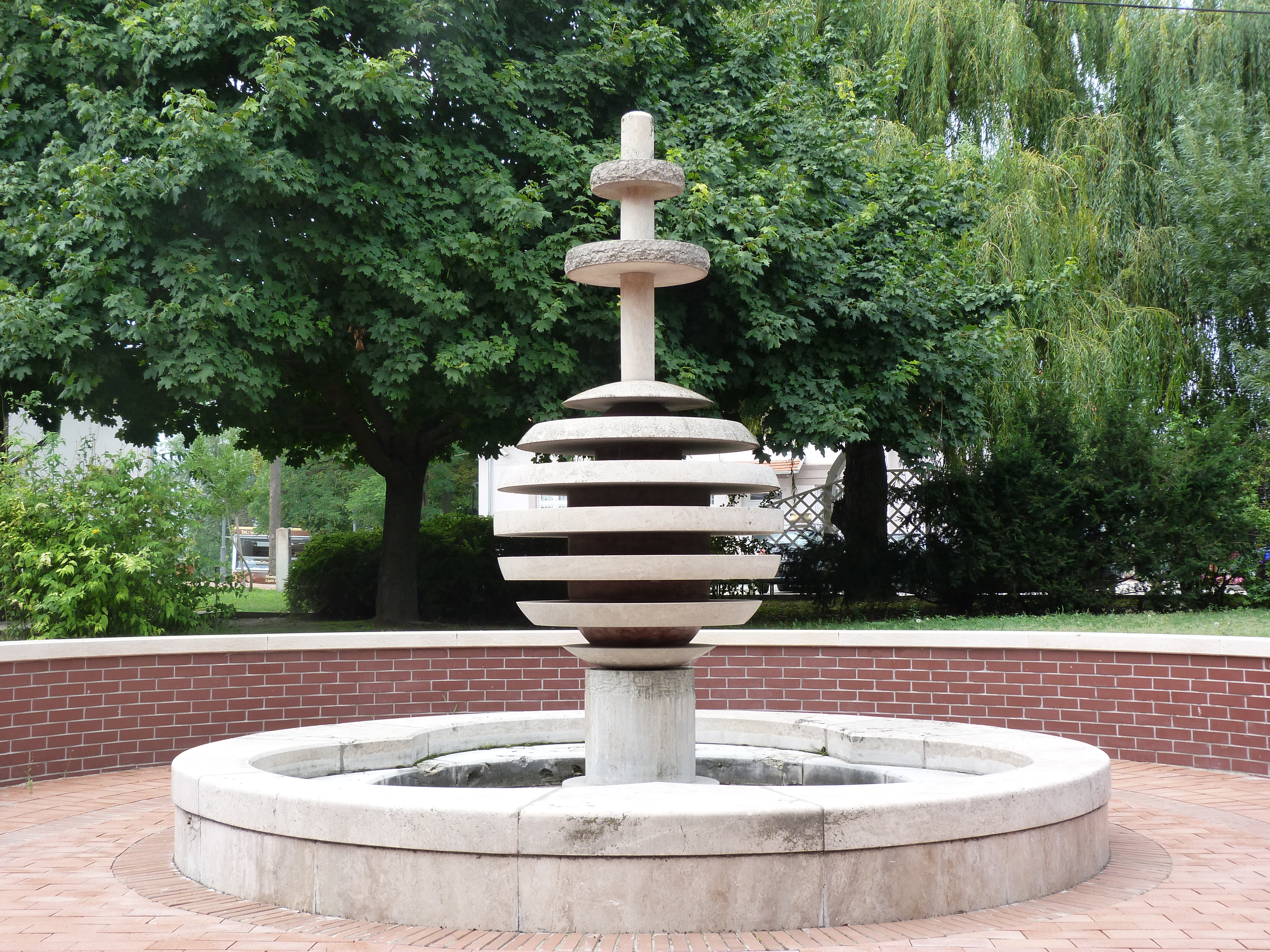

- Szigetszentmiklóstól nyolc km-re délre található a volt szovjet katonai repülőtér, amely ma polgári gépeket is kiszolgáló közforgalmú leszállóhely.
- A város határában 1958 óta működik a fiatalkorúak börtöne.
- A városban rabkórház is működött 2020-ig.

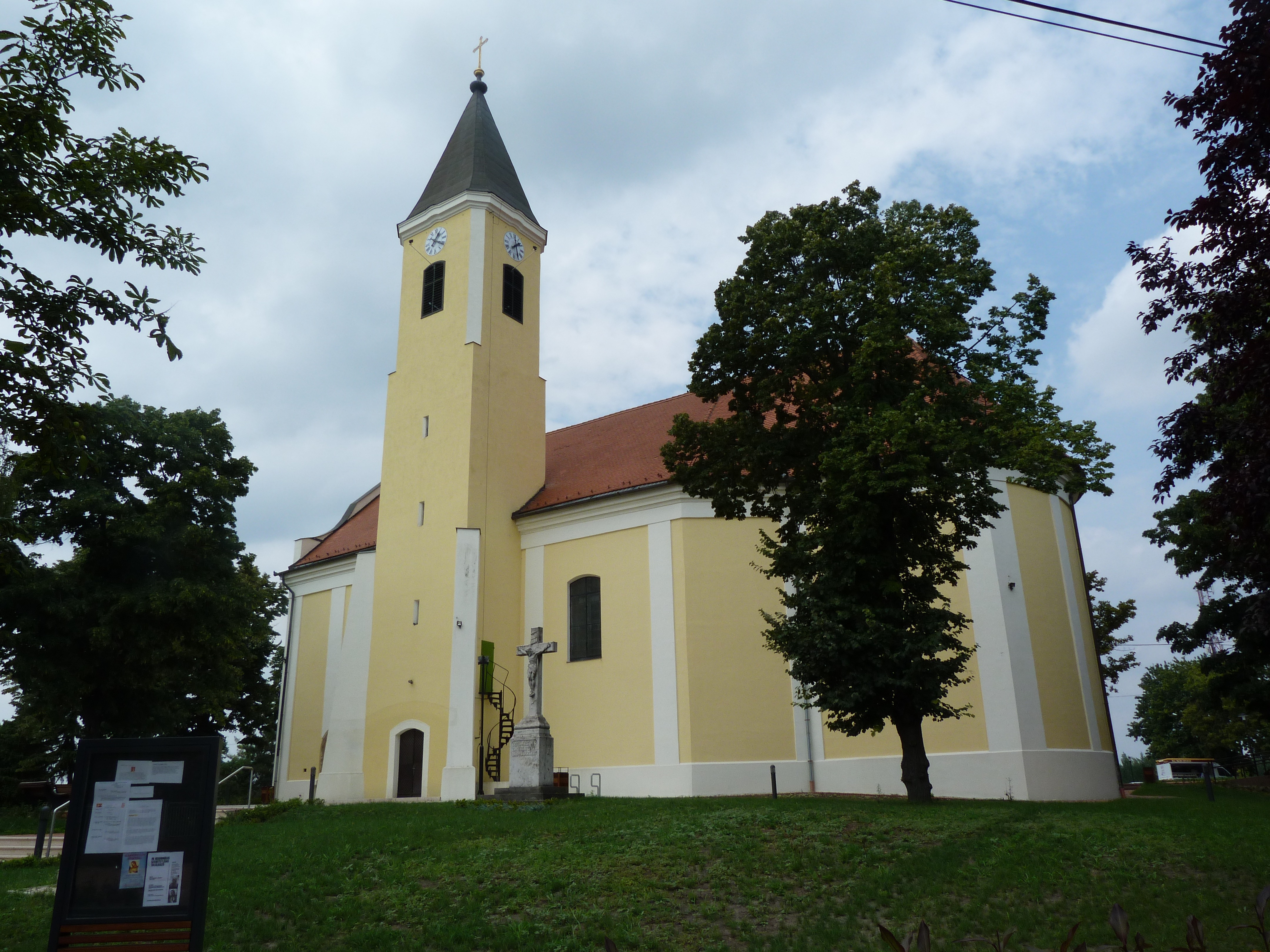

- Természeti látnivaló a Duna part (Urbanicza-sziget, horgásztavak), a parkerdő és a kisdunai üdülőterület.

## Újságok
- Tököli Tükör és Városházi Hírmondó Archiválva 2007. február 25-i dátummal a Wayback Machine-ben